# Godfrey Chitalu
Godfrey Chitalu (22 octobre 1947 à Luanshya - 27 avril 1993 au large des côtes gabonaises) est un footballeur et entraîneur zambien. Il est considéré comme le meilleur joueur zambien de tous les temps.

## Biographie
Godfrey Chitalu est le sélectionneur de l'équipe de Zambie, qui disparaît lors du crash de l'avion qui s'écrase en pleine mer au large du Gabon, le 27 avril 1993 ,.
En 2006, il est sélectionné par la CAF parmi les 200 meilleurs footballeurs africains de ces 50 dernières années.
En 2012 la  fédération zambienne de football a déclaré qu’elle allait saisir la FIFA pour la reconnaissance de l’attaquant Godfrey Chitalu qui a inscrit 107 buts en 1972 (plus de buts que Gerd Muller et Lionel Messi). Le Selon la fédération zambienne de football (FAZ), Godfrey Chitalu a inscrit tous ces buts en championnat, en coupe de la ligue, en sélection nationale et lors de matches amicaux.